# Niphidium macbridei
Niphidium macbridei là một loài dương xỉ trong họ Polypodiaceae. Loài này được Lellinger mô tả khoa học đầu tiên năm 1972.